# Associazione Calcio Asti 1941-1942
Questa voce raccoglie le informazioni riguardanti l'Associazione Calcio Asti nelle competizioni ufficiali della stagione 1941-1942.

## Rosa
| N. |                   | Ruolo | Calciatore         |
| -- | ----------------- | ----- | ------------------ |
|    | Italia (bandiera) | D     | Angelo Ambrogio    |
|    | Italia (bandiera) | D     | A. Boano           |
|    | Italia (bandiera) | D     | Daniele Borsato    |
|    | Italia (bandiera) | P     | Giuseppe Carassa   |
|    | Italia (bandiera) | P     | Secondo Caretta    |
|    | Italia (bandiera) | D     | Agostino Cerutti   |
|    | Italia (bandiera) | P     | Giuseppe Core      |
|    | Italia (bandiera) | C     | Luigi Cresta       |
|    | Italia (bandiera) | A     | Giuseppe Fiammengo |
|    | Italia (bandiera) | A     | Giovanni Gentile   |
|    | Italia (bandiera) | A     | Amilcare Giuliani  |
|    | Italia (bandiera) | A     | Remo Maggiora      |

| N. |                   | Ruolo | Calciatore         |
| -- | ----------------- | ----- | ------------------ |
|    | Italia (bandiera) | D     | Ausilio Merlo      |
|    | Italia (bandiera) | C     | Giuseppe Moioli    |
|    | Italia (bandiera) | A     | M. Pavesi          |
|    | Italia (bandiera) | C     | Renato Piccone     |
|    | Italia (bandiera) | A     | Aldo Raimondi      |
|    | Italia (bandiera) | C     | Bonifiglio Rasetti |
|    | Italia (bandiera) | A     | Giuseppe Sardi     |
|    | Italia (bandiera) | C     | Filiberto Scano    |
|    | Italia (bandiera) | A     | Antonio Spatuzzi   |
|    | Italia (bandiera) | C     | Giovanni Verona    |
|    | Italia (bandiera) | D     | Angelo Viano       |
|    | Italia (bandiera) | A     | G. Zo              |